# Zoophthora viridis
Zoophthora viridis är en svampart som beskrevs av S. Keller ex S. Keller 1994. Zoophthora viridis ingår i släktet Zoophthora och familjen Entomophthoraceae.   Inga underarter finns listade i Catalogue of Life.